# Oliarus sabahensis
Oliarus sabahensis är en insektsart som beskrevs av Van Stalle 1991. Oliarus sabahensis ingår i släktet Oliarus och familjen kilstritar. Inga underarter finns listade i Catalogue of Life.